# Kelly Choi
Kelly Choi (Seúl, 7 de febrero de 1976) es una galardonada y multi-nominada a los premios Emmy  presentadora y productora, y ex anfitriona del programa de Bravo, Top Chef, spin-off de Top Chef Masters

## Carrera
Su estatura de 1.75 m de altura la llevó a ser  la ganadora del  Elite Models, Apariencia del Año, y también trabajó como VJ de MTV Corea.
Es también autora del best-sellers The 7-Day Flat-Belly Tea Cleanse
Choi es una ex personalidad de la televisión en NYC TV, donde organizó Secrets of New York.